# Linha 11 Express do Tramway d'Île-de-France
A linha 11 Express do tramway d'Île-de-France, anteriormente designado durante o desenvolvimento e implementação do projeto Tram Express Nord, Tangentielle légère Nord (TLN) ou Tangentielle Nord, é uma linha de trem-tram da Ilha de França em anel iniciada pelo Île-de-France Mobilités que liga as estações de Épinay-sur-Seine e Le Bourget, e no final a estação de Sartrouville (Yvelines) à estação de Noisy-le-Sec (Seine-Saint-Denis).
Sua operação completa está prevista para ser concluída em 2027, com uma operação parcial de 11 km em julho de 2017 entre as estações de Épinay-sur-Seine (RER C) e Le Bourget (RER B). Esta linha, operada por uma filial da Keolis, Transkeo, vai servir no prazo 14 estações em 28 quilômetros e deverá transportar cada dia 150.000 passageiros, dos quais 60 000 na primeira fase.

## O Projeto

Plano da linha.

### Datas importantes
As datas-chave do projeto são listados abaixo:
- 1999: consulta prévia;
- 11 de julho de 2000: aprovação do esquema;
- De junho a novembro de 2003: consulta prévia complementar;
- 28 de setembro de 2004: aprovação do regime de princípio da complementaridade (alternativa trem leve);
- Novembro-dezembro de 2006: consulta pública;
- 29 de maio de 2008: publicação da declaração de utilidade pública;[3]
- 8 de julho de 2009: aprovação do projeto da primeira fase (Épinay-sur-Seine - Le Bourget);
- Julho de 2009: início das obras de preparação;[4]
- 13 de dezembro de 2010: início das obras de infraestrutura;[5][6]
- 27 de abril de 2016: lançamento da tensão da catenária;[7][8]
- 13 de junho de 2016: lançamento do pátio de manutenção, entrega do primeiro trem no dia seguinte.[9]
- 12 de julho de 2016: primeiro dia de testes do tramway na linha;
- 15 de setembro de 2016: cerimônia de inauguração do pátio de manutenção em presença dos eleitos em Noisy-le-Sec[10][11] em dezembro de 2014;[12]
- 1 de julho de 2017: inauguração do trecho de Épinay-sur-Seine - Le Bourget;[13]
- 2024 (Leste) - 2027 (Oeste): inauguração prevista da linha completa.[14]

### As premissas
O projeto da Tangentielle Nord faz parte, originalmente, de uma rede chamada Lutèce (retroacrônimo para "Liaison Utilisation Tangentielle En Couronne Extérieure" ou "Ligação Utilização Tangencial Em Coroa Exterior"). Esta rede, inscrita no esquema diretor da região da Île-de-France (SDRIF) em 1994, previa a construção de quatro ligações ferroviárias no subúrbio (as Tangentielles Nord, Est, Sud e Ouest) ligando grandes centros tais como o Aeroporto de Paris-Charles-de-Gaulle, Marne-la-Vallée, a estação de Massy - Palaiseau, Évry, Versalhes ou Cergy-Pontoise contornando Paris. As tangenciais deveriam responder à demanda crescente de transportes de subúrbio a subúrbio. Os primeiros estudos optaram pela escolha de uma ligação pesada ao quarto de hora de tipo Rede expressa regional (RER), inserida nas duas pistas existentes da linha da Grande Ceinture de Paris (chamada Grande Ceinture) entre as numerosas circulações de carga. No entanto, o tráfego intenso de mercadorias, e a mediocridade de uma ligação de 15 minutos de condução, o resultado da consulta prévia, de uma revisão do projeto se orientou para a escolha de uma linha inteiramente nova, construído ao longo da Grande Ceinture qual seria então quase totalmente dedicada ao transporte de carga e totalmente separado da nova tangencial.

### O projeto escolhido

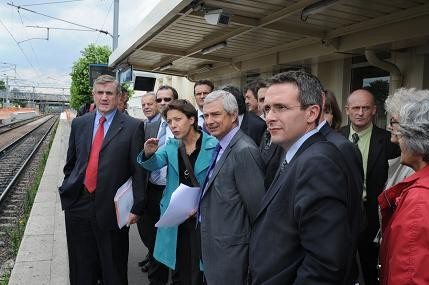
Em julho de 2008, visita de representantes eleitos liderada por Claude Bartolone, presidente do conselho geral de Seine-Saint-Denis, no traçado da estação de Le Bourget.

A falta de espaço na área urbana densa, e a popularidade do trem-tram podendo fazer a escolha de um trem leve, de menor capacidade que um modo pesado, mas mais atraente graças à sua maior frequência, fornecida por uma infraestrutura dedicada. O projeto propôs a construção de uma linha ao longo da Grande Ceinture e escolheu um trem leve para uma inserção mais fácil no tecido urbano, com uma plataforma mais estreita do que uma via férrea clássica de grande gabarito (de 8,5 metros em vez de 10 metros), e de fortes rampas (65 ‰) permitidos por um material leve de desempenho. Apesar deste modelo limitado, alguns moradores protestaram, em particular em Montmagny, contra as desapropriações anunciadas.
Em 22 de janeiro de 2014, o Syndicat des transports d'Île-de-France (STIF) publicou um plano apresentando as inaugurações no horizonte 2020, no qual ele atribui a essa linha, o nome "Tram Express Nord". Em junho de 2016, o seu nome final Linha 11 Express foi anunciado.

## Estações

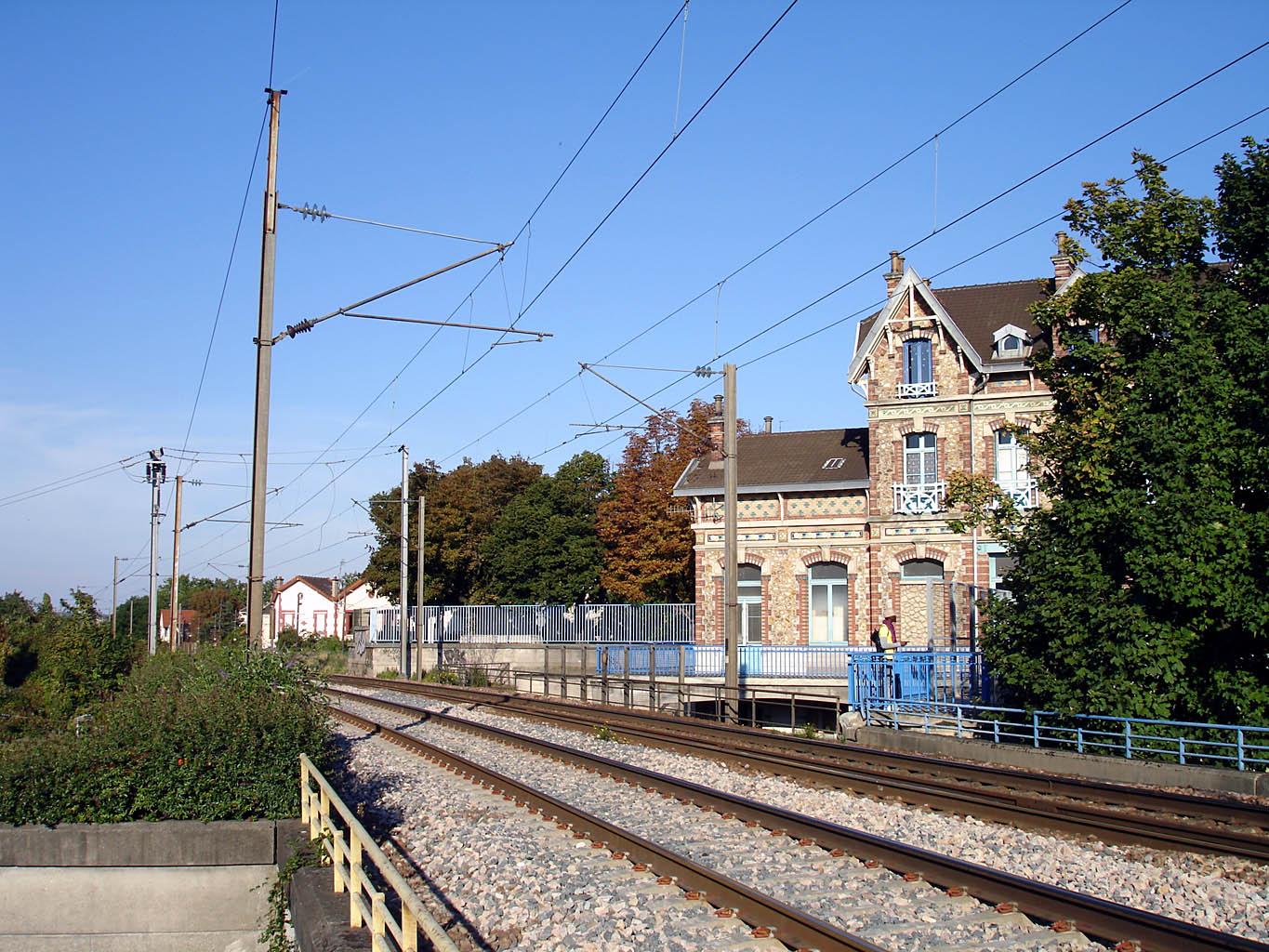
A linha da Grande Ceinture em frente à estação de Épinay-sur-Seine. Abaixo da plataforma circula o RER C.

- Épinay-sur-Seine
- Épinay - Villetaneuse
- Villetaneuse-Université
- Pierrefitte - Stains
- Stains-La Cerisaie
- Dugny - La Courneuve
- Le Bourget

## Galeria de fotografias

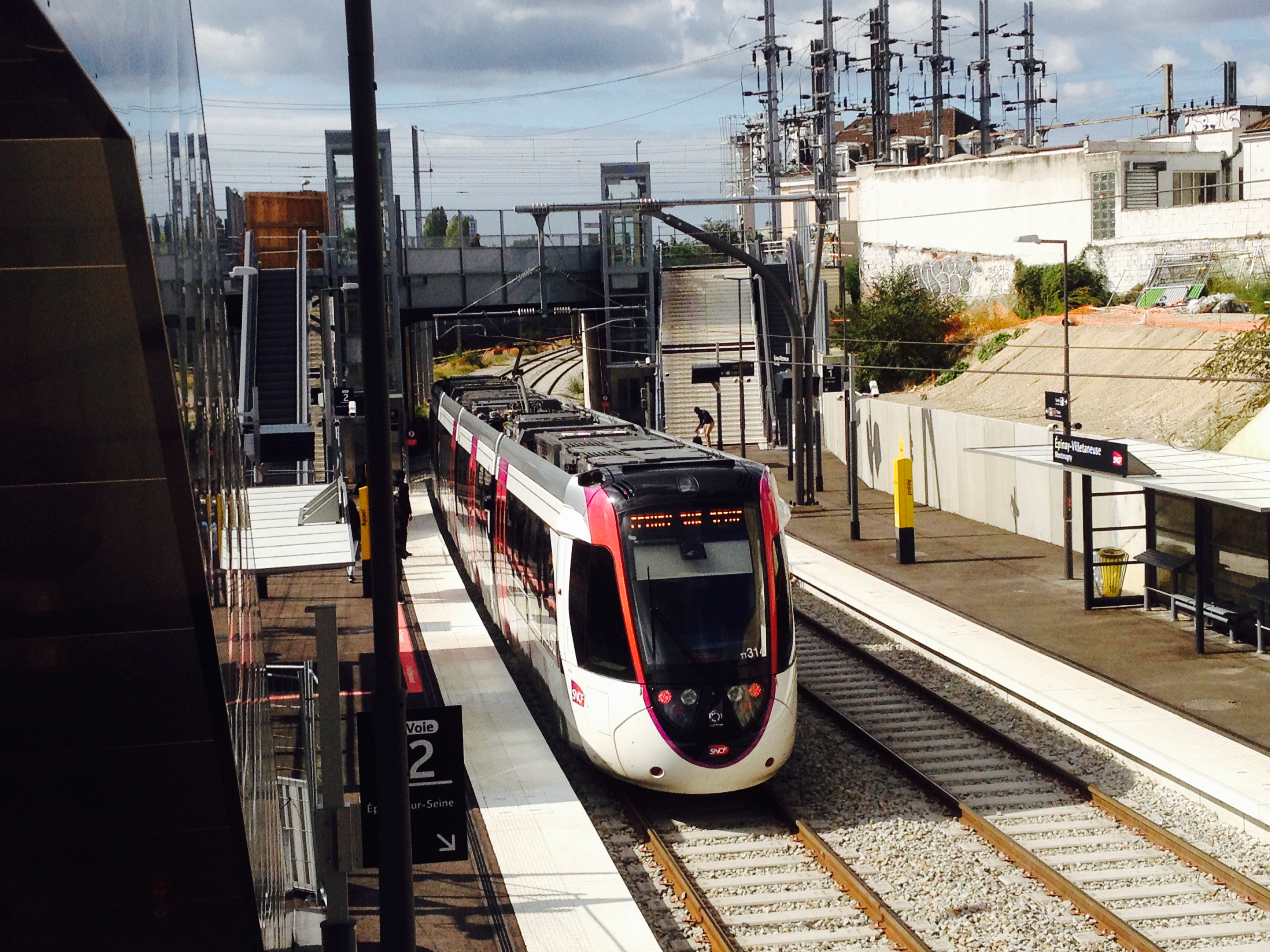
De tramway para a Estação de Épinay - Villetaneuse.
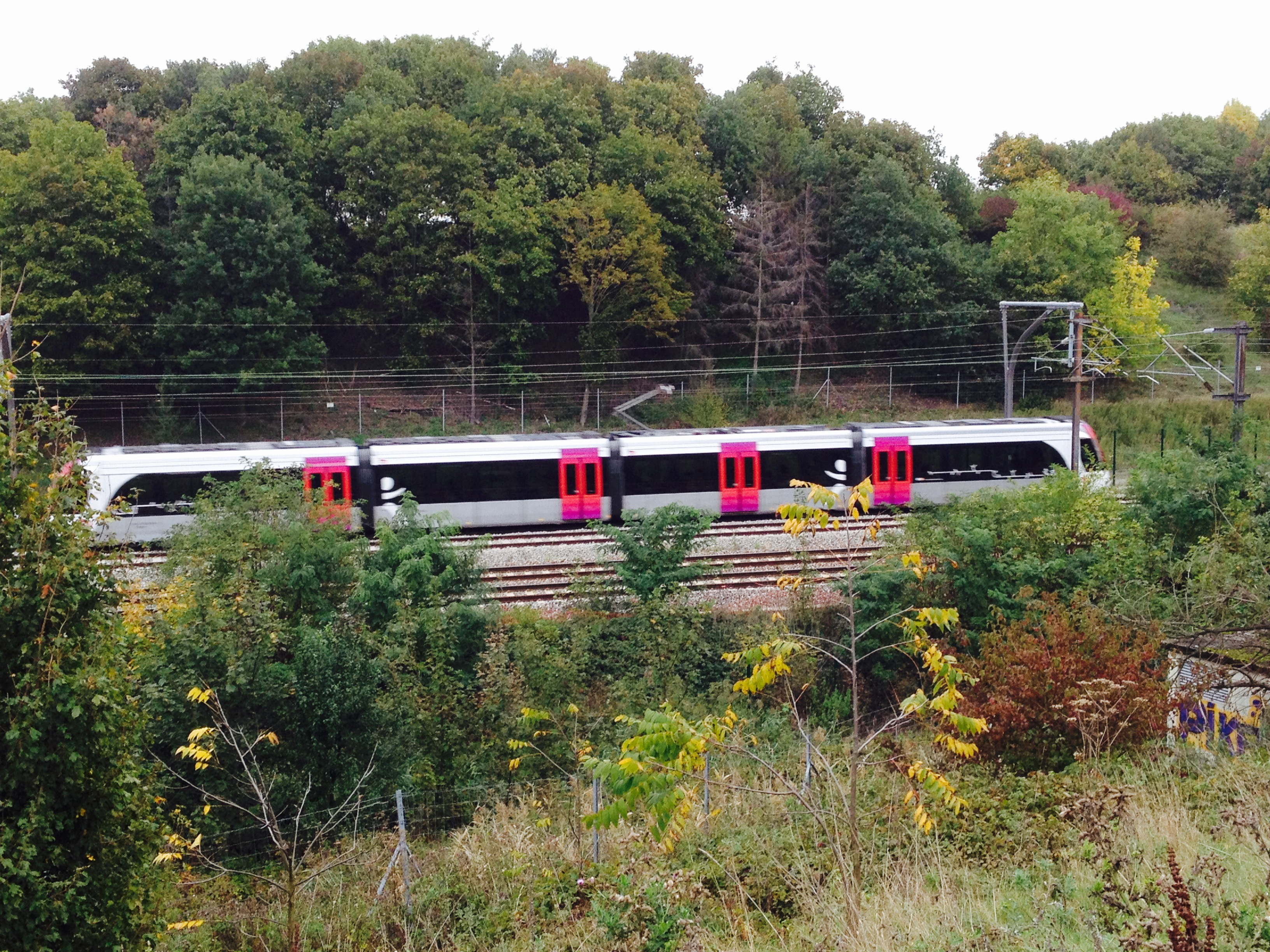
De tramway visto a partir do parque de La Courneuve.
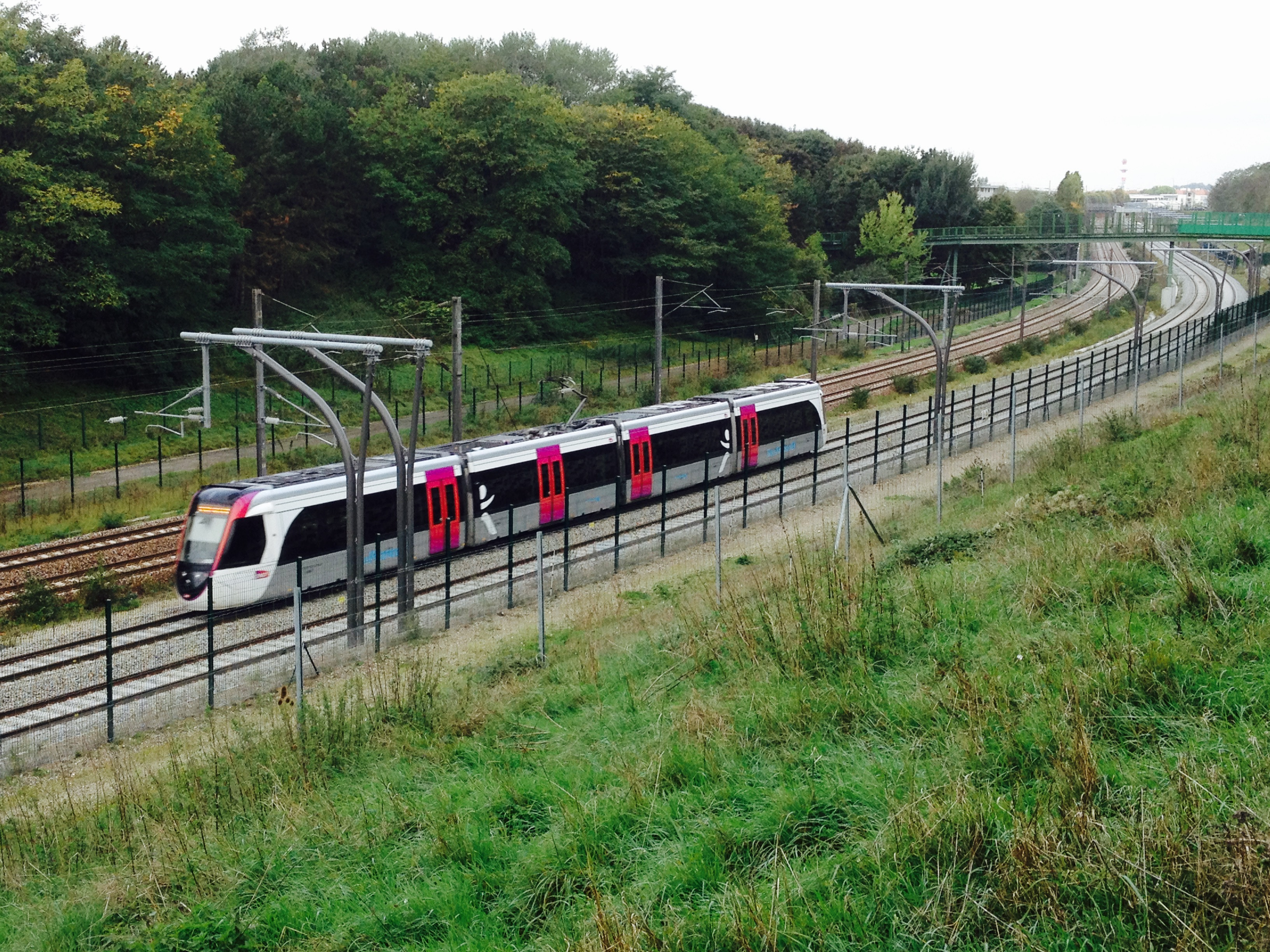
De tramway visto a partir do parque de La Courneuve.
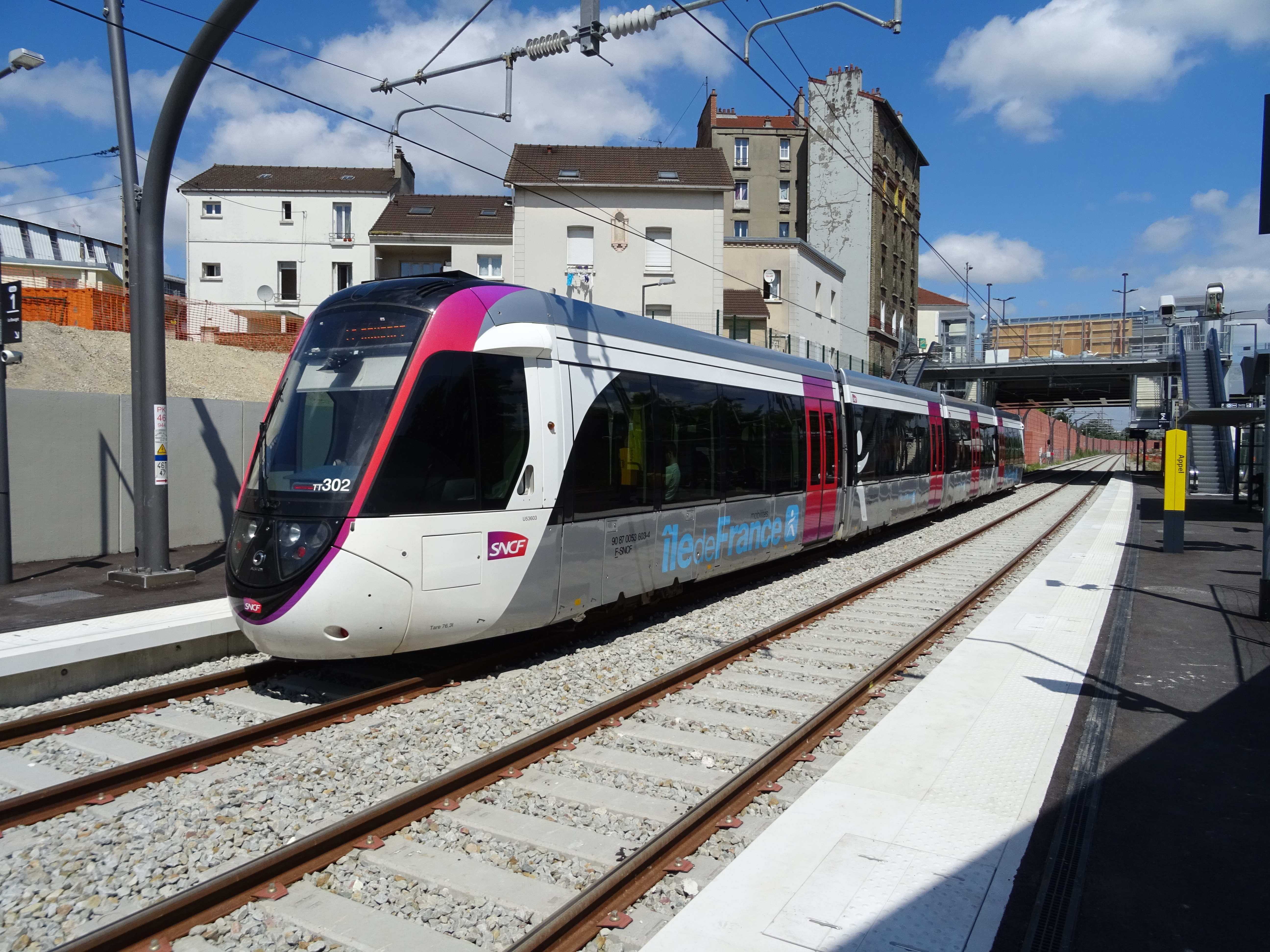
De tramway para a Estação de Épinay-Villetaneuse, indo para Le Bourget.

## Extensões

Plano da linha com as extensões.

Concluída de Sartrouville a Noisy-le-Sec, a linha permitirá transportar 18,4 milhões de passageiros por ano.

### Extensão para o oeste
- Sartrouville
- Sartrouville-Val Notre-Dame
- Val d'Argenteuil
- Argenteuil-GC
- Épinay-sur-Seine

### Extensão para o leste
- Le Bourget
- Drancy - Bobigny
- Bobigny - La Folie
- Noisy-le-Sec

### Posteriormente
O projeto do SDRIF, tornado público em setembro de 2008, fornecidos por uma extensão do Tram Express Nord para a estação de Noisy-le-Grand - Mont d'Est, com vencimento em 2020. O projeto também incluiu a extensão da linha subsequente para o sul, para Villiers-sur-Marne, Sucy - Bonneuil, Pont de Rungis e Massy - Palaiseau a longo prazo. No entanto, esses projetos não estão sujeitos, em 2008, de qualquer planejamento ou de financiamento e o projeto do Grande Paris Express pode responder alguns dos objetivos do serviço. O SDRIF, finalmente adotado pela Região em 18 de outubro de 2013 e aprovado por decreto de 27 de dezembro de 2013, termina a linha de Sartrouville e Noisy-le-Sec, sem mencionar extensões posteriores.
A criação de uma estação de metrô "La Folie" na linha 5 ao longo do Canal de l'Ourcq em Bobigny é possível, o direito de passagem foram reservadas, e assegurada a correspondência com o T11 Express em Bobigny - La Folie. Sua realização deve ainda ser confirmada.